# Флаг Мэнцзяна
Государственный флаг Мэнцзяна (кит. 蒙疆聯合自治政府) представляет собой изображение семи горизонтальных разновеликих полос — по центру красная, кверху и книзу от неё две белые, затем две синие и две жёлтые. Центральная (красная) и крайние (жёлтые) полосы по ширине одинаковы, причём ширина каждой из них равна совокупной ширине пары из белой и синей полосы. Ширина белой полосы составляет одну треть синей.
Согласно правительственному манифесту и соответствующим статьям Договора об объединении (то есть конституции) правительства автономного Мэнцзяна с такими же по статусу администрациями провинций Южного Чахара (англ. South Chahar) и Северной Шэньси (англ. North Shanxi), четыре цвета государственного флага этого марионеточного режима Японской империи указывали на составлявших 80 % населения управляемой территории ханьцев (жёлтый), далее — монголов (синий), мусульман (белый) и японцев (красный).
Как объединяющее начало, красная полоса — цвет японцев — должна была располагаться в разных вариантах флага в начале (у древка), сверху или в центре полотнища. Последний вариант флага был утверждён 1 сентября 1939 года.
Флаг Мэнцзяна образца 1939 года был создан по подобию пятиполосного флага Китайской Республики (1912—1928), известному как Пять Рас в Одном Союзе.